# عبد العزيز ظافر
عبد العزيز ظافر لاعب كرة قدم سعودي و يلعب كلاعب وسط و يلعب حالياً مع نادي الشرق السعودي.

## مسيرة اللاعب
لعب في نادي الفيصلي ونادي الدرعية ونادي الشرق.

## روابط خارجية
- عبد العزيز ظافر على موقع Soccerway.com (الإنجليزية)